# Jemi förlag
Jemi förlag var ett svenskt serieförlag, som verkade åren 1998–2000. Det startades efter att den ena grundaren, Mikael Tegebjer, slutat på Optimal Press. Man gav ut svenska originalserier i albumform, inklusive den kortlivade serieantologin Strax….

## Historik
Förlaget startades av Mikael Tegebjer och Jenny Skarstedt 1998, sedan den förre vid årsskiftet 1997/1998 lämnat Optimal Press. Med Tegebjer följde serieskaparna Mats Källblad, Henrik Lange, Magnus Knutsson, Ulf Jansson och Johan Wanloo. Senare anslöt Joakim Lindengren och David Nessle från Galago för att starta tidningen Kapten Stofil, vars första nummer kom ut 1999. Jemi förlag lades ner i slutet av 2000, vilket annonserades via den egna webbplatsen den 29 december samma år. Kapten Stofil gavs därefter ut via eget förlag fram till 2010 (Tegebjer var dock ansvarig utgivare för tidningen under dessa år).
Förlaget gav 2000 ut ett dubbelnummer av serieantologin Strax… Den var en sorts kombination av Optimals årliga antologi Allt för konsten och Magasin Optimal, vilken Optimal Press producerade under ett par år i mitten av 1990-talet.

## Produktion

### Seriealbum
- 1998 – Transatlantis express av Henrik Lange. ISBN 91-89156-00-5
- 1998 – Kodnamn Falken av Magnus Knutsson och Ulf Jansson. ISBN 91-89156-01-3
- 1998 – Majsans största bommar av Tomas Karlsson. ISBN 91-89156-02-1
- 1998 – Örn Blammo 4: Jag har apokalypsen i min källare av Johan Wanloo. ISBN 91-89156-03-X
- 1998 – Arv från tubsockans land av Mikael Tegebjer och Henrik Lange. ISBN 91-89156-04-8
- 1998 – Angschölick i Borås av Johan Wanloo. ISBN 91-89156-06-4

- 1999 – Martin Udd: Morfiska vågor av Magnus Knutsson och Ulf Jansson. ISBN 91-89156-05-6
- 1999 – Vimmelgrind 1: Dillfälten av Mats Källblad. ISBN 91-89156-07-2
- 1999 – Bone 5: Allt eller inget av Jeff Smith. ISBN 91-89156-09-9
- 1999 – Johan Wanloo rules! av Johan Wanloo. ISBN 91-89156-10-2
- 1999 – Juice för 1000 spänn av Henrik Lange. ISBN 91-89156-11-0

- 2000 – Angschölick i stryparsektens våld av Johan Wanloo. ISBN 91-89156-08-0
- 2000 – Bone 6: Mormors hemlighet av Jeff Smith. ISBN 91-89156-12-9
- 2000 – En natt helt i rosa av Henrik Lange. ISBN 91-89156-14-5
- 2000 – Kapten Stofil: Hut går hem av Joakim Lindengren. ISBN 91-89156-15-3
- 2000 – Angschölick och zombieöns hemlighet av Johan Wanloo. ISBN 91-89156-16-1

### Tidning/antologi
- 2000 –  Strax…. Göteborg: Jemi. Libris 4345339 ISSN 1403-6371 (ett dubbelnummer)